# Vitesse Arnhem
El Stichting Betaald Voetbal Vitesse (en español: Fundación de Fútbol Remunerado de Vitesse), también llamado Vitesse Arnhem o simplemente Vitesse, es un club de fútbol de los Países Bajos, de la ciudad de Arnhem. Fue fundado el 14 de mayo de 1892, siendo uno de los clubes más veteranos del fútbol neerlandés. En la temporada 2025-26 no disputa ninguna competición al perder su estatus como club profesional de fútbol y en consecuencia ser expulsado de la Eerste Divisie.
En 2010 el club fue adquirido por el empresario georgiano Merab Zjordania y en 2013 pasó a manos del empresario ruso Alexander Chigirinsky.
La camiseta tradicional del Vitesse consiste en una de color amarillo y negro con diseño a rayas verticales, basado en los colores de la provincia de Gelderland y de la familia Pallandt. Los Arnhemmers juegan sus partidos como local en el Gelredome. Entre septiembre de 1950 y diciembre de 1997 lo hacía en el estadio Nieuw Monnikenhuize hogar del club. La mascota del club es un águila , volando a los partidos de local por el campo y las tierras en el punto central. Desde la temporada de 1989-90 que el Vitesse permanece continuamente en la Eredivisie. Su primer título oficial fue la KNVB Beker que la ganó en la temporada 2016-17.

## Historia
El club se fundó en 1892. En 1984 se separó la parte amateur para profesionalizar aún más el club.
A finales del siglo XIX y principios del siglo XX, el equipo luchaba por el antiguo campeonato nacional, pero nunca llegó a ganarlo. En 1927 llega por primera vez a la final de la copa, pero no la ganó. Después de la fundación de la Eredivisie en 1956, el equipo no participa al nivel más alto hasta 1971. Entonces el equipo se mantiene allí 3 temporadas. En 1989 el equipo vuelve a la máxima categoría. En mayo de 1990 juega su segunda final de la copa contra PSV, pero de nuevo queda subcampeón. Hasta 2002 el equipo siempre termina entre los primeros 6 en la liga y se clasifica para la Copa UEFA 6 veces. En 1993, el Vitesse fue eliminado por Real Madrid en los octavos de la UEFA (0-1, 0-1). En esos años, varios jugadores del Vitesse van convocados con su selección nacional.

### 2010 - 2016: La adquisición extranjera y la reconstrucción
El 16 de agosto de 2010 se hizo pública la compra del equipo por el empresario georgiano Merab Zjordania, por el 100% de las acciones del Vitesse, siendo el primer equipo de los Países Bajos con un propietario extranjero. Las acciones se vendieron con la condición de garantizar la identidad (incluyendo nombres, colores del equipo y ubicación) del Vitesse. El nuevo propietario quería llevó a cabo el denominado Proyecto 2013, cual su fin era conseguir el título del campeonato. Para este proyecto no sólo se invirtió en el primer equipo, sino también en los equipos de formación. El 25 de enero de 2012 se inició la construcción del nuevo complejo de entrenamiento y exactamente un año después de la misma se completa la construcción.

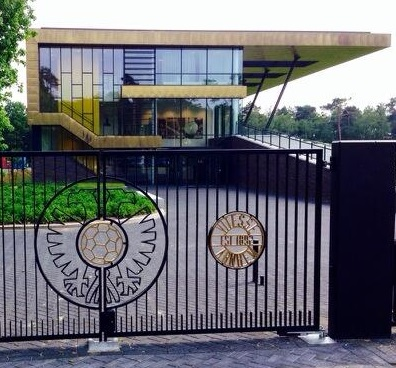
En abril de 2013 Vitesse anunció la apertura del nuevo establecimiento de formación.

Por otro lado las idas y venidas de los entrenadores no facilitaban las cosas. El 21 de octubre de 2010 Vitesse despidió a su entrenador Theo Bos, símbolo absoluto del club, a causa de los malos resultados y un puesto 16 decepcionante. Después de un período de transición en virtud de Hans van Arum y Raimond van der Gouw contratan al español Albert Ferrer. Después de una temporada muy decepcionante de Ferrer en 2011 no fue renovado al final de la temporada, y asume como reemplazo el ex Vitesse John van den Brom. Con el nuevo entrenador en mayo del 2012 ganaron los partidos de play-off para acceder a la segunda ronda de la UEFA Europa League de la siguiente temporada. El club volvió a la escena europea tras una ausencia de 10 años. Luego de un año van den Brom deja su cargo y es sustituido por Fred Rutten, presentado el 1 de julio de 2012. Bajo este nuevo entrenador hubo altos y bajos resultados, pero sobre todo fue una temporada exitosa. 
El regreso del Vitesse a las competencias Europeas se dio frente al equipo búlgaro de Lokomotiv Plovdiv, donde empató 4-4 en Bulgaria y ganando categóricamente 3-1 en casa. En la siguiente ronda se enfrentó al Anzhí Majachkalá. En Moscú Vitesse cayó por 2-0 y en la vuelta pardió por mismo resultado. En el plano nacional se mantuvo invicto los primeros nueve partidos de la Eredivisie desde el inicio de la temporada. En abril de 2013 se lleva a cabo la apertura oficial de los nuevos alojamientos de formación en Papendal. Termina la liga en la cuarta posición lo cual lo clasificó a la tercera ronda de la Europa League. Además su futbolista estrella Wilfried Bony fue el máximo goleador de la Eredivisie con 31 goles; siendo junto con Nikos Machlas los únicos en hacerlo jugando para el Vitesse. También se dio que Theo Janssen jugó su partido de Liga número 233 para Vitesse, igualando el récord del club de Theo Bos. Bony fue nombrado mejor jugador de la Eredivisie y por lo tanto el ganador de la Bota de Oro holandesa 2012-13. Marco van Ginkel fue elegido el talento del año en la Eredivisie.
En junio de 2013 Peter Bosz asume como entrenador, cargo que Rutten había dejado vacante. Aunque desde la compra del 2010 ya estaba involucrado en el accionariado el empresario ruso Aleksandr Tsjigirinski, el 22 de octubre de 2013 se anunció que Merab Zjordania le cedió sus acciones del Vitesse a Tsjigirinski, que era el principal financiero desde el inicio. La razón de la salida de Zjordania fue a causa de la mala gestión financiera. Debido a esto Aleksandr pasó a ser el principal dueño del SBV Vitesse. El equipo tuvo problemas en el armado del mismo debido a las ventas de Wilfried Bony y Marco van Ginkel. El club tuvo que escribir las cifras positivas de nuevo y apenas podía pasar cualquier cosa en el mercado de pases. El los directores técnicos del equipo juvenil Mohammed Allach y Reinita desarrollaron un plan a largo plazo para el club en el que la Academia iba a ser líder en la scouting. Todos los equipos formativos de Vitesse para jugar un fútbol ofensivo y dominante. En 2013 Vitesse tomó un equipo lleno de jóvenes talentos Eredivisie, después de una semana de detección completo desde 2006. Exactamente a la mitad de la temporada, después de 17 rondas, fue líder Vitesse y por lo tanto herbstmeister. En el último partido antes del parón invernal empató con Ajax y fue el mejor con 37 puntos en la clasificación de la diferencia de goles. En abril, para el partido en casa contra el Ajax se vendieron todas las localidades, por lo que Gelredome se llenó con 25.500 espectadores. Desde el partido contra el Feyenoord el 19 de octubre de 2002 no han ido tantos espectadores.

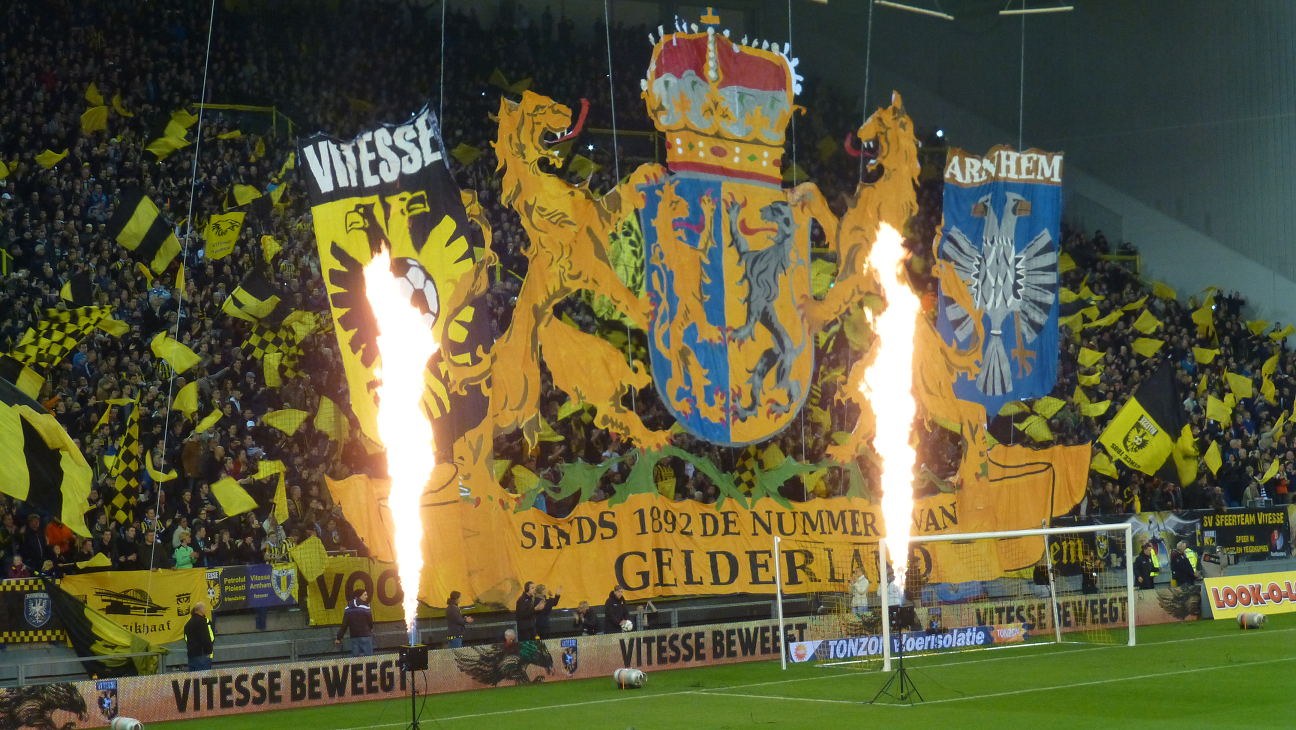
El 29 de noviembre de 2014 Vitesse juega su partido número 1000 en Eredivisie.

En la temporada 2014-15 Vitesse jugó su partido de Liga número 1000, en casa contra el Go Ahead Eagles. Fue el 14.º club en haber alcanzado este hito. El equipo fue aclamado en los medios como el mejor equipo de fútbol de la Eredivisie. Después del invierno del Arnhemmers, ganó en 2015 en diecisiete partidos 36 puntos; el único en superar esa cifra fue el campeón PSV Eindhoven. Junto con el Feyenoord y AZ Alkmaar, Vitesse disputó hasta el último partido el tercer puesto y un boleto directo a la Europa League. Finalmente no lo consiguió pero su se clasificó a los play-offs y obtuvo un pase a la tercera ronda. En el verano del 2015 Vitesse dio apenas lo que en el mercado de pases, y el club podría vender millones marcada por la juventud incluyen exponente Davy Pröpper. Después de la mala gestión financiera bajo Zjordania (2013) volvió la amenaza de un declive deportivo del club. Pero un plan a largo plazo por parte del club que estaba echado a continuación, y que ha llevado al éxito, demostró ser lo suficientemente fuerte como para absorber este golpe. Hubo un pequeño paso atrás y se analizó que no sería posible estructuralmente hacerse con el título nacional (Proyecto 2013'), sino que la nueva gestión trataría de realizar un mejor desempeño estable. Muchos jugadores juveniles de Vitesse Academia de Fútbol hicieron su debut con el primer equipo. En la tercera ronda previa de la Liga de Europa se enfrontó al Southampton FC, quien lo derrotó por 3-0. Aproximadamente 1.500 aficionados del Vitesse habían viajado a Inglaterra para asistir al partido. El partido de vuelta en Arnhem también se perdió por 2-0 y la aventura europea acabó rápidamente.

### Temporada 2016-17: primer título y celebración de los 125 años de vida

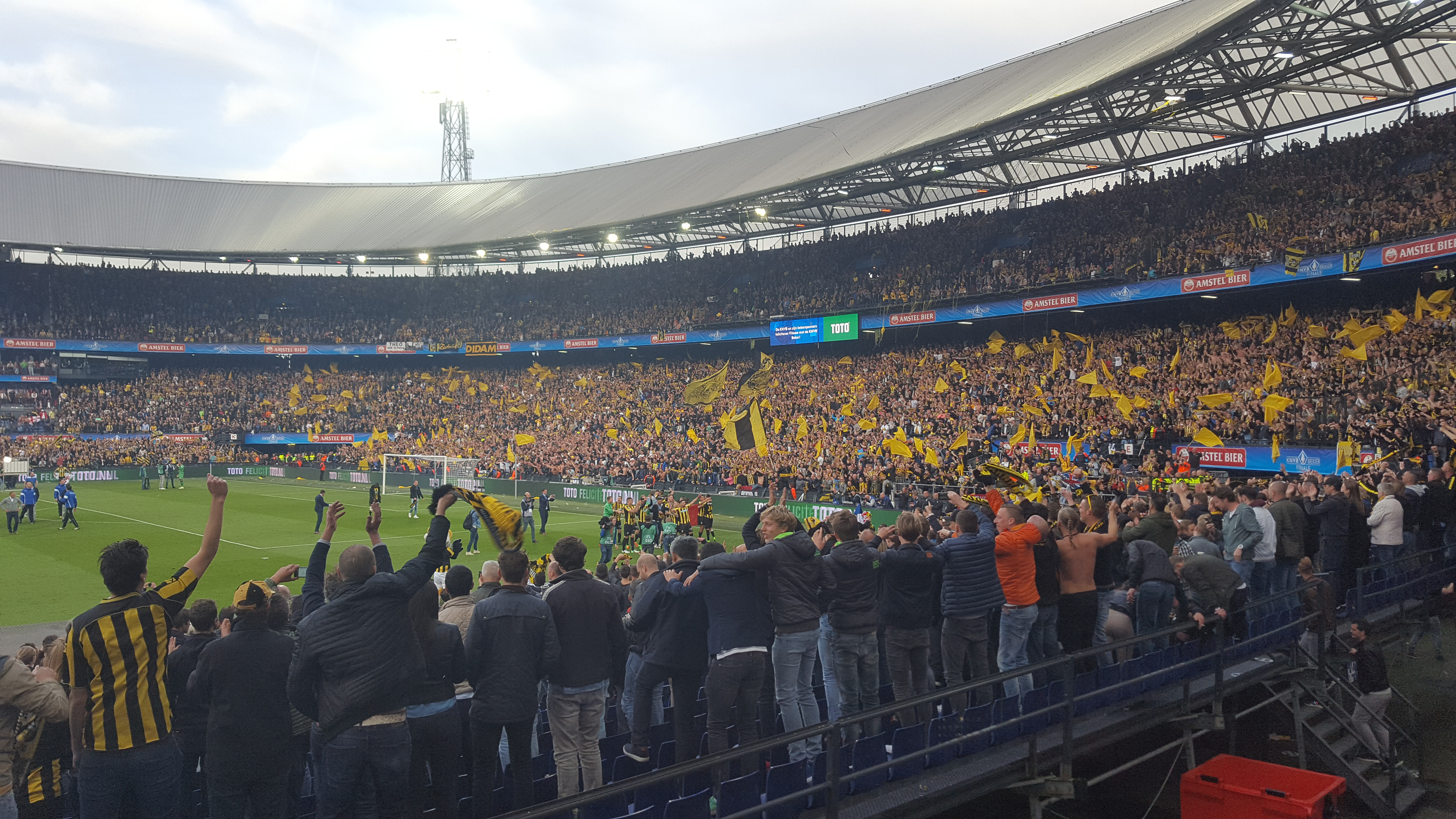
Vitesse campeón por primera vez. De Kuip el 30 de abril de 2017.

En la temporada 2016-17 se celebra los 125 años de la fundación del club. Con la contratación de Henk Fraser como entrenador en la Eredivisie 2016-17 hizo una gran campaña que lo colocó 5° en el torneo, pero su más preciado logro se vería en la Copa de los Países Bajos 2016-17 al volver a disputar una final después de 27 años. En el partido decisivo se enfrentó al AZ Alkmaar el 30 de abril de 2017 en Stadion Feyenoord de Róterdam. Vitesse ganó la final por 2-0, con dos goles de Ricky van Wolfswinkel en minuto 81' y 88'. Con este resultado el club ganó por primera vez un título oficial en sus 125 años de existencia, la KNVB Beker. Además esto le dio un boleto para jugar la fase de grupos de la Liga Europa de la UEFA 2017-18, instancia a la cual nunca había participado. 
Un día después de la final se realizó un recorrido a través de la ciudad de Arnhem, a continuación, en la Grand Place a ser honrado por 20.000 Arnhem. El 24 de mayo de 2017, la directiva del club abrió una exposición titulada 125 jaar Vitesse (125 años del Vitesse), donde repasa la historia del club de fútbol de Arnhem en el centro cultural la roseta. Esto duró hasta el 8 de septiembre de 2017. Tras ganar la Copa jugó la Johan Cruijff-schaal o Supercopa de los Países Bajos 2017 contra el campeón de la Eredivisie 2016-17 Feyenoord, de nuevo en el De Kuip el 5 de agosto de 2017, en la que perdió en la tanda de penales la oportunidad de llevarse este título tras igualar 1-1 en el tiempo reglamentario y en penales perder 4-2.

## Estadio

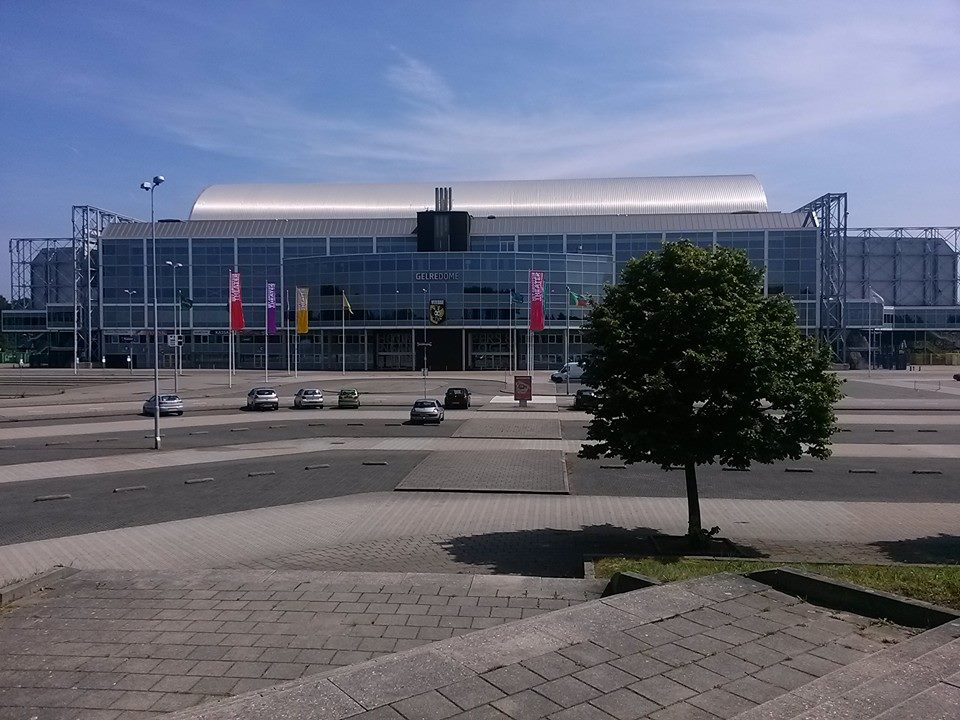
El Gelredome desde el exterior.

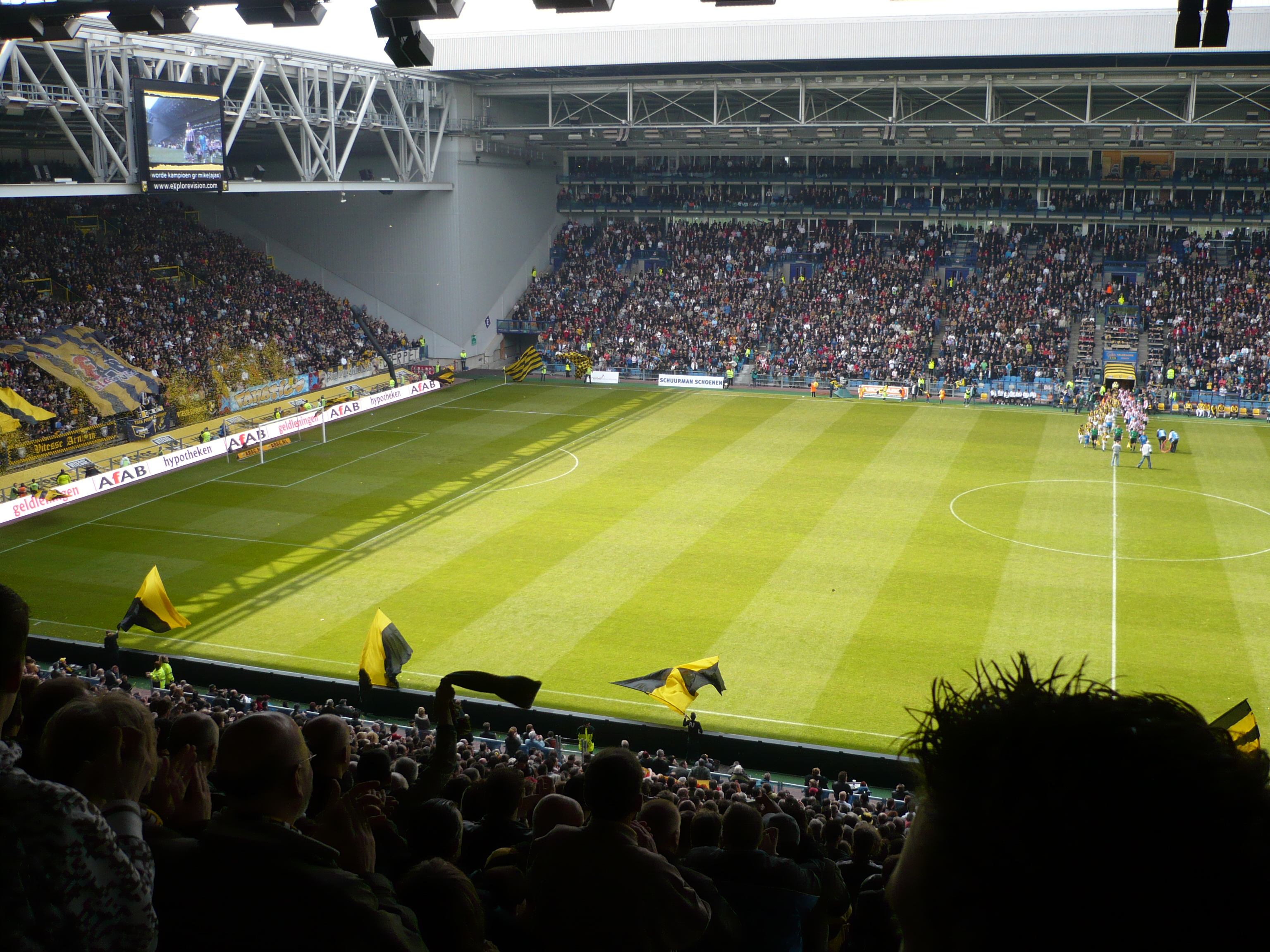
El Gelredome desde el interior.

- Propietario: La propiedad de la empresa operadora es independiente de la propiedad del estadio mismo. El estadio en sí es propiedad de Spes Bona
- Capacidad: 21 248 espectadores
- Dirección: Batavierenweg 25, 6841 HN, Arnhem, Países Bajos
- Estadio de categoría 4 de la UEFA

Antiguamente hacía de local en el Nieuw Monnikenhuize. El Vitesse hace de local en el Gelredome situado en el distrito de Arnhem Malburgen, estadio inaugurado en 1998. Se terminó a tiempo para recibir tres partidos de la fase de grupo durante la Eurocopa 2000, torneo llevado a cabo en los Países Bajos y Bélgica. Su capacidad en principio fue de 26.000 para el fútbol, la capacidad máxima de muestra es de alrededor de 34.000, y la asistencia media liga en los últimos años fue justo por debajo de 20.000. Además, tiene 49 palcos con la capacidad de albergar 12 personas cada uno. Posee un césped retráctil, cuando sea utilizado para otras actividades es expulsado y el pasto se mantiene en óptimas condiciones. También tiene techo corredizo con la finalidad de cerrarlo cuando haga mal tiempo.
El 25 de marzo de 1998 Vitesse jugaba, después de una espectacular ceremonia de apertura con 26.600 espectadores, su primer partido de liga contra el NAC Breda. Después de 4 minutos y 45 segundos, el delantero serbio Dejan Čurović hizo el primer gol en Gelredome, que también hizo el último gol en Nieuw Monnikenhuize. Vitesse ganó el primer partido 4-1. Esto fue seguido por una serie de 18 partidos sin perder en casa. Fue Fortuna Sittard quien terminó con la racha del Vitesse al derrotarlo por 1-2 el 6 de marzo de 1999.
El costo de mantener el estadio sobrepasaba a las arcas del ayuntamiento de Arnhem. En 2005 se decidió poner a la venta en el estadio. El 13 de noviembre de 2006 obtuvo una propuesta de Eurocomercio después de largas negociaciones por el Consejo el derecho a comprar el estadio. La venta se cerró en marzo de 2007 en 16,5 millones de euros, la empresa obtuvo el estadio y las instalaciones. A partir de la temporada 2016/17, la capacidad se reduce a 21 248 lugares.

## Uniforme
Temporada 1894/1895 a la temporada 1899/1900 jugó Vitesse en un vestido blanco con un trazado diagonal azul, en referencia a los colores de la ciudad de Arnhem. Los jugadores que no se presentaron con un uniforme azul y blanco, el club fueron multados con 50 centavos. El 27 de agosto de 1900, la junta decidió cambiar los colores del club de amarillo y negro. Vitesse jugador Reinhard Ene Christiaan Baron de Pallandt hizo Vitesse fue uno de los primeros clubes en los Países Bajos con un uniforme del club sólido. Pero a cambio de patrocinar el equipo quería que el barón Vitesse siempre jugaría con los colores de su familia. Y era tan negro con amarillo familia Van Pallandt. Entonces presidente Chris Engelberts también sugirió este cambio, argumentando que el Vitesse se encuentra en los mejores clubes de Gelderland como anfitriones y en el capital de Gelderland fue localizado, por lo que tendría el derecho a usar los colores de Gelderland. Después de todos estos argumentos, se decidió a jugar a partir de ahora en camisas con seis bloques de color amarillo-negro. En 1907 esta camisa se reemplazó con la camisa negro y amarillo actual con las tiras de color amarillo-negro, después de Vitesse este fue donado por un donante. 
- Uniforme titular: Camiseta negra-amarilla a rayas, pantalón blanco y medias blancas.
- Uniforme alternativo: Camiseta negra con franja bicolor, pantalón negro y medias negras.

### Evolución del uniforme titular
| 1892-1894 | 1894-1900 | 1900-1945 | 1945-1953 | 1953-1970 |
| 1970-1973 | 1973-1977 | 1977-1981 | 1981-1982 | 1982-1983 |
| 2010-2011 | 2011-2012 | 2012-2013 | 2013-2014 | 2014-2015 |
| 2015-2016 | 2016-2017 | 2017-2018 | 2018-2019 | 2019-2020 |
| 2020-2021 | 2021-2022 | 2022-2023 |           |           |

### Evolución del uniforme suplente
| 2010-2011 | 2011-2012 | 2012-2013 | 2013-2014 | 2014-2015 |
| 2015-2016 | 2016-2017 | 2017-2018 | 2018-2019 | 2019-2020 |
| 2020-2021 | 2021-2022 | 2022-2023 |           |           |

### Evolución del tercer uniforme
| 2013-2014 | 2016-2017 | 2017-2018 | 2018-2019 | 2019-2020 |
| 2020-2021 | 2021-2022 | 2022-2023 |           |           |

### Indumentaria y patrocinadores
| Período     | Proveedor   |
| ----------- | ----------- |
| 1892 - 1982 | Ninguno     |
| 1982 - 1989 | Adidas      |
| 1989 - 1990 | Hummel      |
| 1990 - 1991 | Bukta       |
| 1991 - 1993 | Diadora     |
| 1993 - 1997 | Umbro       |
| 1997 - 1999 | Lotto       |
| 1999 - 2005 | Uhlsport    |
| 2005 - 2006 | Quick       |
| 2006 - 2009 | Legea       |
| 2009 - 2012 | Klupp       |
| 2012 - 2014 | Nike        |
| 2014 - 2019 | Macron      |
| 2019 - 2023 | Nike        |
| 2023 -      | Robey Sport |

| Período     | Patrocinador         |
| ----------- | -------------------- |
| 1892 - 1982 | Ninguno              |
| 1982 - 1983 | AKAI                 |
| 1983 - 1985 | Oad Reizen           |
| 1985 - 1986 | Spitman              |
| 1987 - 1989 | Schoenenreus         |
| 1990 - 1991 | RTL 4                |
| 1991 - 1992 | BFI / PTT Telecom    |
| 1992 - 1993 | Spaarenergie         |
| 1993 - 2000 | NUON                 |
| 2001        | ATAG                 |
| 2002        | Hubo / Big Boss      |
| 2003        | Bavaria Malt         |
| 2003 - 2004 | Sunweb               |
| 2004 - 2009 | AFAB                 |
| 2010        | Zuka.nl              |
| 2011        | Spieren voor Spieren |
| 2012        | Simpel.nl            |
| 2014        | Youfone              |
| 2014 - 2017 | Truphone             |
| 2017 - 2018 | Swoop                |

| Período     | Patrocinador                           |
| ----------- | -------------------------------------- |
| 1892 - 2003 | Ninguno                                |
| 2003        | SBS 6                                  |
| 2004 - 2008 | Ninguno                                |
| 2008 - 2009 | Creaforti                              |
| 2009        | Keukenspecialist / Zenitair / Kitchzen |
| 2010        | Kitchzen                               |
| 2010 - 2011 | Willemsen de Koning                    |
| 2011 - 2014 | Ninguno                                |
| 2014 - 2015 | Smipe                                  |
| 2015 - 2016 | Smipe / DunoAir                        |
| 2016 - 2017 | Smipe / DunoAir / SWOOP                |
| 2017 - 2019 | Prins / DunoAir / SWOOP                |
| 2019 - 2020 | Prins                                  |

## Datos del club
- Temporadas en el Campeonato Nacional de los Países Bajos (1ª): 46 (1897-1922, 1923-1935, 1946-1948, 1950-1956).
- Temporadas en la Campeonato de segunda división (2ª): 14 (1922-23, 1935-1946, 1948-1950).
- Temporadas en la Eredivisie (1ª): 32 (1971-72, 1977-1980, 1989-Presente).
- Temporadas en la Eerste Divisie (2ª): 25 (1956-1962, 1966-1971, 1972-1977, 1980-1989).
- Temporadas en la Tweede Divisie (3ª): 4 (1962-1966).
- Mayor goleada conseguida:
  - En el Campeonato de los Países Bajos:
    - Victoria 0 – 17 Vitesse (11 de noviembre de 1894).

  - En la Eredivisie:
    - Fortuna Sittard 1 – 7 Vitesse (27 de septiembre de 1997).

  - En la Eerste Divisie:
    - Vitesse 7 – 0 FC Wageningen (30 de octubre de 1970).

  - En competiciones europeas:
    - Dundee United 0 – 4 Vitesse (7 de noviembre de 1990). Copa de la UEFA, Segunda ronda.
- Mayor goleada recibida:
  - En la Eredivisie:
    - Ajax de Ámsterdam 12 - 1 Vitesse (19 de mayo de 1972).

  - En la KNVB Beker:
    - PSV Eindhoven 7 - 0 Vitesse (4 de mayo de 1969). Cuarta ronda

  - En competiciones europeas:
    - RWDM 5 – 0 Vitesse. Copa Intertoto 1978
- Mejor puesto en la liga: 3º (Eredivisie 1997-98).
- Máximo goleador: Jan Dommering (164).
- Más partidos disputados: Theo Bos (429).

## Jugadores

### Dorsales retirados
| Número | Jugador                     | Posición             | Temporadas           |
| ------ | --------------------------- | -------------------- | -------------------- |
| 4      | Theo Bos— homenaje póstumo. | Defensor central     | 1983-1998            |
| 12     | Aficionados del Club        | Aficionados del Club | Aficionados del Club |

### Jugadores con más apariciones y goles
La siguiente tabla muestra todos las apariciones y goles en partidos oficiales con el primer equipo del Vitesse Arnhem. Además de los partidos de liga esta incluye todos los partidos en las competiciones nacionales e internacionales. No incluye apariciones ni goles en partidos amistosos.
Actualizado el 5 de junio de 2025.
     En activo.      En activo con el club.
| Apariciones | Apariciones          | Apariciones         | Apariciones        |
| ----------- | -------------------- | ------------------- | ------------------ |
| 1           | Theo Bos             | 1983-1998           | 429                |
| 2           | Edward Sturing       | 1987–1998           | 329                |
| 3           | John van den Brom    | 1986-1993 1996-2000 | 324 (solo de liga) |
| 4           | Martin Laamers       | 1986–1996           | 295                |
| 5           | Theo Janssen         | 1998–2008 2012–2014 | 289                |
| 6           | Raimond van der Gouw | 1988–1996           | 258 (solo de liga) |
| 7           | Guram Kashia         | 2010–2018           | 250                |
| 8           | Piet Velthuizen      | 2006–2010 2011–2016 | 241                |
| 9           | Arjan Vermeulen      | 1988-1996           | 228 (solo de liga) |

| Goles | Goles             | Goles               | Goles |
| ----- | ----------------- | ------------------- | ----- |
| 1     | Jan Dommering     | 1929–1948           | 164   |
| 2     | John van den Brom | 1986-1993 1996-2000 | 111   |
| 3     | Gerrit Langeler   | 1916-1925           | 86    |
| 4     | Henk Bosveld      | 1968-1969 1973-1938 | 81    |
| 5     | Kees Meeuwsen     | 1929-1954           | 80    |
| 6     | Bosko Bursać      | 1974-1980           | 78    |
| 7     | Herman Veenendaal | 1971-1984           | 75    |
| 8     | Matthew Amoah     | 1998-2006           | 72    |
| 9     | Toon Huiberts     | 1951-1968           | 71    |
| 9     | Nikos Machlas     | 1996-1999           | 71    |
| 11    | Bennie Hofs       | 1962-1979           | 65    |
| 12    | Nico Westdijk     | 1938-1944           | 63    |

## Entrenadores
| -  | -                                                                                       | Ninguno                                         | 1893-1914     |
| 1  | Bandera de Inglaterra · Bandera de Inglaterra                                           | Edgar Chadwick John Sutcliffe                   | 1914-1915     |
| 2  | Bandera de Inglaterra                                                                   | Mac Pherson                                     | 1919-1920     |
| 3  | Bandera de Inglaterra                                                                   | Charles Griffith                                | 1920-1922     |
| 4  | Bandera de los Países Bajos · Bandera de los Países Bajos                               | Jan van Dort Bram Evers                         | 1922-1923     |
| 5  | Bandera de los Países Bajos                                                             | Jan van Dort                                    | 1923-1924     |
| 6  | Bandera de Inglaterra                                                                   | Bob Jefferson                                   | 1924-1927     |
| 7  | Bandera de Alemania                                                                     | Heinrich Schwarz                                | 1927-1936     |
| 8  | Bandera de los Países Bajos                                                             | Gerrit van Wijhe                                | 1936-1938     |
| 9  | Bandera de los Países Bajos                                                             | Gerrit Horsten                                  | 1938-1939     |
| 10 | Bandera de los Países Bajos · Bandera de los Países Bajos                               | Gerrit Horsten Ben Tap                          | 1939-1943     |
| 11 | Bandera de los Países Bajos · Bandera de los Países Bajos · Bandera de los Países Bajos | Gerrit Horsten Jacques Piederiet Jan Zonnenberg | 1943-1944     |
| 12 | Bandera de los Países Bajos · Bandera de los Países Bajos                               | Gerrit Horsten Jacques Piederiet                | 1945-1946     |
| 13 | Bandera de Inglaterra                                                                   | George Roper                                    | 1946-1947     |
| 14 | Bandera de los Países Bajos                                                             | Arie van der Wel                                | 1947-1948     |
| 15 | Bandera de los Países Bajos                                                             | Jan Zonnenberg                                  | 1948-1954     |
| 16 | Bandera de Austria                                                                      | Joseph Gruber                                   | 1954-1957     |
| 17 | Bandera de los Países Bajos                                                             | Louis Pastoors                                  | 1957-1960     |
| 18 | Bandera de Yugoslavia                                                                   | Branco Vidovic                                  | 1960-1962     |
| 19 | Bandera de los Países Bajos                                                             | Jan Zonnenberg                                  | 1962-1964     |
| 20 | Bandera de Austria                                                                      | Joseph Gruber                                   | 1964-1966     |
| 21 | Bandera de los Países Bajos                                                             | Frans de Munck                                  | 1966-1969     |
| 22 | Bandera de los Países Bajos                                                             | Cor Brom                                        | 1969-1972     |
| 23 | Bandera de los Países Bajos                                                             | Frans de Munck                                  | 1972-1974     |
| 24 | Bandera de Yugoslavia                                                                   | Ned Bulatović                                   | 1974-1975     |
| 25 | Bandera de los Países Bajos                                                             | Jan de Bouter                                   | 1975-1976     |
| 26 | Bandera de los Países Bajos                                                             | Clemens Westerhof                               | 1976          |
| 27 | Bandera de los Países Bajos                                                             | Henk Wullems                                    | 1976-1982     |
| 28 | Bandera de los Países Bajos                                                             | Leen Looijen                                    | 1982-1984     |
| 29 | Bandera de los Países Bajos                                                             | Henk Hofstee                                    | 1984          |
| 30 | Bandera de los Países Bajos                                                             | Clemens Westerhof                               | 1984-1985     |
| 31 | Bandera de Polonia · Bandera de los Países Bajos                                        | Janusz Kowalik Henk Bosveld                     | 1985-1986     |
| 32 | Bandera de los Países Bajos · Bandera de los Países Bajos                               | Hans Dorjee Niels Overweg                       | 1986-1987     |
| 33 | Bandera de los Países Bajos                                                             | Hans Dorjee                                     | 1987          |
| 34 | Bandera de los Países Bajos                                                             | Niels Overweg                                   | 1987          |
| 35 | Bandera de los Países Bajos                                                             | Bert Jacobs                                     | 1987-1992     |
| 36 | Bandera de Alemania                                                                     | Herbert Neumann                                 | 1992-1995     |
| 37 | Bandera de los Países Bajos                                                             | Ronald Spelbos                                  | 1995          |
| 38 | Bandera de los Países Bajos                                                             | Frans Thijssen                                  | 1995-1996     |
| 39 | Bandera de los Países Bajos                                                             | Leo Beenhakker                                  | 1996-1997     |
| 40 | Bandera de los Países Bajos                                                             | Henk ten Cate                                   | 1997-1998     |
| 41 | Bandera de Portugal                                                                     | Artur Jorge                                     | 1998          |
| 42 | Bandera de Alemania                                                                     | Herbert Neumann                                 | 1998-1999     |
| 43 | Bandera de los Países Bajos · Bandera de los Países Bajos                               | Edward Sturing Jan Jongbloed                    | 1999-2000     |
| 44 | Bandera de los Países Bajos                                                             | Ronald Koeman                                   | 2000-2001     |
| 45 | Bandera de los Países Bajos                                                             | Edward Sturing                                  | 2001-2002     |
| 46 | Bandera de los Países Bajos                                                             | Mike Snoei                                      | 2002-2003     |
| 47 | Bandera de los Países Bajos                                                             | Edward Sturing                                  | 2003-2006     |
| 48 | Bandera de los Países Bajos                                                             | Aad de Mos                                      | 2006-2008     |
| 49 | Bandera de los Países Bajos                                                             | Hans Westerhof                                  | 2008          |
| 50 | Bandera de los Países Bajos                                                             | Theo Bos                                        | 2009-2010     |
| 51 | Bandera de los Países Bajos · Bandera de los Países Bajos                               | Hans van Arum Raimond v/d Gouw                  | 2010          |
| 52 | Bandera de España                                                                       | Albert Ferrer                                   | 2010-2011     |
| 53 | Bandera de los Países Bajos                                                             | John van den Brom                               | 2011-2012     |
| 54 | Bandera de los Países Bajos                                                             | Fred Rutten                                     | 2012-2013     |
| 55 | Bandera de los Países Bajos                                                             | Peter Bosz                                      | 2013-2016     |
| 56 | Bandera de los Países Bajos                                                             | Rob Maas                                        | 2016          |
| 57 | Bandera de los Países Bajos                                                             | Henk Fraser                                     | 2016-2018     |
| 58 | Bandera de Rusia                                                                        | Leonid Slutski                                  | 2018-2019     |
| 59 | Bandera de Alemania                                                                     | Thomas Letsch                                   | 2020-2022     |
| 60 | Bandera de los Países Bajos                                                             | Phillip Cocu                                    | 2022-2023     |
| 61 | Bandera de los Países Bajos                                                             | John van den Brom                               | 2024-presente |

## Estadísticas en competiciones internacionales
Actualizado al 13 de mayo del 2017
| Torneo                                 | PJ | PG | PE | PP | Mejor posición |
| -------------------------------------- | -- | -- | -- | -- | -------------- |
| Copa de la UEFA/Liga Europa de la UEFA | 44 | 15 | 11 | 18 | 3ª ronda       |
| Copa Intertoto                         | 6  | 3  | 0  | 3  | 3º             |
| Puesto Histórico Neerlandés            | -  | -  | -  | -  | 10.º           |
| Total                                  | 50 | 18 | 11 | 21 | -              |

### Partidos en competiciones de la UEFA
| 1  | Copa Intertoto  | 1978    | Fase de grupos   | Nieuw Monnikenhuize, Arnhem        | Hellas Verona        | 2-1 |
| 2  | Copa Intertoto  | 1978    | Fase de grupos   | Marcantonio Bentegodi, Verona      | Hellas Verona        | 2-0 |
| 3  | Copa Intertoto  | 1978    | Fase de grupos   | Stade Fallon, Bruselas             | RWDM                 | 5-0 |
| 4  | Copa Intertoto  | 1978    | Fase de grupos   | Nieuw Monnikenhuize, Arnhem        | RWDM                 | 0-2 |
| 5  | Copa Intertoto  | 1978    | Fase de grupos   | Nieuw Monnikenhuize, Arnhem        | Troyes               | 5-3 |
| 6  | Copa Intertoto  | 1978    | Fase de grupos   | Stade de l'Aube, Troyes            | Troyes               | 1-2 |
| 7  | Copa de la UEFA | 1990-91 | 1ª ronda         | Brandywell, Derry                  | Derry City           | 0-1 |
| 8  | Copa de la UEFA | 1990-91 | 1ª ronda         | Nieuw Monnikenhuize, Arnhem        | Derry City           | 0-0 |
| 9  | Copa de la UEFA | 1990-91 | 2ª ronda         | Nieuw Monnikenhuize, Arnhem        | Dundee United        | 1-0 |
| 10 | Copa de la UEFA | 1990-91 | 2ª ronda         | Tannadice Park, Dundee             | Dundee United        | 0-4 |
| 11 | Copa de la UEFA | 1990-91 | 3ª ronda         | Nieuw Monnikenhuize, Arnhem        | Sporting de Lisboa   | 0-2 |
| 12 | Copa de la UEFA | 1990-91 | 3ª ronda         | Estádio José Alvalade, Lisboa      | Sporting de Lisboa   | 2-1 |
| 13 | Copa de la UEFA | 1992-93 | 1ª ronda         | Nieuw Monnikenhuize, Arnhem        | Derry City           | 3-0 |
| 14 | Copa de la UEFA | 1992-93 | 1ª ronda         | Brandywell, Derry                  | Derry City           | 1-2 |
| 15 | Copa de la UEFA | 1992-93 | 2ª ronda         | Nieuw Monnikenhuize, Arnhem        | RKV Malinas          | 1-0 |
| 16 | Copa de la UEFA | 1992-93 | 2ª ronda         | Stadion Achter de Kazerne, Malinas | RKV Malinas          | 0-1 |
| 17 | Copa de la UEFA | 1992-93 | 3ª ronda         | Nieuw Monnikenhuize, Arnhem        | Real Madrid          | 0-1 |
| 18 | Copa de la UEFA | 1992-93 | 3ª ronda         | Santiago Bernabéu, Madrid          | Real Madrid          | 1-0 |
| 19 | Copa de la UEFA | 1993-94 | 1ª ronda         | Carrow Road, Norwich               | Norwich City         | 3-0 |
| 20 | Copa de la UEFA | 1993-94 | 1ª ronda         | Nieuw Monnikenhuize, Arnhem        | Norwich City         | 0-0 |
| 21 | Copa de la UEFA | 1994-95 | 1ª ronda         | Nieuw Monnikenhuize, Arnhem        | Parma                | 1-0 |
| 22 | Copa de la UEFA | 1994-95 | 1ª ronda         | Estadio Ennio Tardini, Parma       | Parma                | 2-0 |
| 23 | Copa de la UEFA | 1994-95 | 1ª ronda         | Nieuw Monnikenhuize, Arnhem        | Braga                | 2-1 |
| 24 | Copa de la UEFA | 1994-95 | 1ª ronda         | Estadio Municipal de Braga, Braga  | Braga                | 2-0 |
| 25 | Copa de la UEFA | 1998-99 | 1ª ronda         | Gelredome, Arnhem                  | AEK Atenas           | 3-0 |
| 26 | Copa de la UEFA | 1998-99 | 1ª ronda         | Estadio Olímpico de Atenas, Atenas | AEK Atenas           | 3-3 |
| 27 | Copa de la UEFA | 1998-99 | 2ª ronda         | Gelredome, Arnhem                  | Girondins de Burdeos | 0-1 |
| 28 | Copa de la UEFA | 1998-99 | 2ª ronda         | Estadio Matmut Atlantique, Burdeos | Girondins de Burdeos | 2-1 |
| 29 | Copa de la UEFA | 1999-00 | 1ª ronda         | Estádio Mário Duarte, Aveiro       | Beira-Mar            | 1-2 |
| 30 | Copa de la UEFA | 1999-00 | 1ª ronda         | Gelredome, Arnhem                  | Beira-Mar            | 0-0 |
| 31 | Copa de la UEFA | 1999-00 | 2ª ronda         | Estadio Bollaert-Delelis, Lens     | Lens                 | 4-1 |
| 32 | Copa de la UEFA | 1999-00 | 2ª ronda         | Gelredome, Arnhem                  | Lens                 | 1-1 |
| 33 | Copa de la UEFA | 2000-01 | 1ª ronda         | Gelredome, Arnhem                  | Maccabi Haifa        | 3-0 |
| 34 | Copa de la UEFA | 2000-01 | 1ª ronda         | Estadio Sammy Ofer, Haifa          | Maccabi Haifa        | 2-1 |
| 35 | Copa de la UEFA | 2000-01 | 2ª ronda         | Estadio Giuseppe Meazza, Milán     | Inter de Milán       | 0-0 |
| 36 | Copa de la UEFA | 2000-01 | 2ª ronda         | Gelredome, Arnhem                  | Inter de Milán       | 1-1 |
| 37 | Copa de la UEFA | 2002-03 | 1ª ronda         | Stadionul Giulești, Bucarest       | Rapid Bucarest       | 1-1 |
| 38 | Copa de la UEFA | 2002-03 | 1ª ronda         | Gelredome, Arnhem                  | Rapid Bucarest       | 1-0 |
| 39 | Copa de la UEFA | 2002-03 | 2ª ronda         | Gelredome, Arnhem                  | Werder Bremen        | 2-1 |
| 40 | Copa de la UEFA | 2002-03 | 2ª ronda         | Weserstadion, Bremen               | Werder Bremen        | 3-3 |
| 41 | Copa de la UEFA | 2002-03 | 3ª ronda         | Gelredome, Arnhem                  | Liverpool            | 0-1 |
| 42 | Copa de la UEFA | 2002-03 | 3ª ronda         | Anfield, Liverpool                 | Liverpool            | 1-0 |
| 43 | Europa League   | 2012-13 | 2ª ronda Clasif. | Estadio Lokomotiv, Plovdiv         | Lokomotiv Plovdiv    | 4-4 |
| 44 | Europa League   | 2012-13 | 2ª ronda Clasif. | Gelredome, Arnhem                  | Lokomotiv Plovdiv    | 3-1 |
| 45 | Europa League   | 2012-13 | 3ª ronda Clasif. | Anzhi-Arena, Kaspisk               | Anzhí Majachkalá     | 2-0 |
| 46 | Europa League   | 2012-13 | 3ª ronda Clasif. | Gelredome, Arnhem                  | Anzhí Majachkalá     | 0-2 |
| 47 | Europa League   | 2013-14 | 3ª ronda Clasif. | Stadionul Ilie Oană, Ploiești      | Petrolul Ploiești    | 1-1 |
| 48 | Europa League   | 2013-14 | 3ª ronda Clasif. | Gelredome, Arnhem                  | Petrolul Ploiești    | 1-2 |
| 49 | Europa League   | 2015-16 | 3ª ronda Clasif. | St Mary's Stadium, Southampton     | Southampton          | 3-0 |
| 50 | Europa League   | 2015-16 | 3ª ronda Clasif. | Gelredome, Arnhem                  | Southampton          | 0-2 |

## Palmarés
| Competición nacional                                     | Títulos           | Subcampeonatos                                        |
| -------------------------------------------------------- | ----------------- | ----------------------------------------------------- |
| Eredivisie/Campeonato Nacional de los Países Bajos (0/6) |                   | 1897–98, 1898-99, 1902–03, 1912–13, 1913–14, 1914–15. |
| Copa de los Países Bajos (1/3)                           | 2016-17.          | 1911-12, 1926-27, 1989-90.                            |
| Supercopa de los Países Bajos (0/1)                      |                   | 2017.                                                 |
| Eerste Divisie (2/2)                                     | 1976–77, 1988–89. | 1959–60, 1973–74.                                     |
| Tweede Divisie (1/0)                                     | 1965-66           |                                                       |

## Récords
- Mayor compra: Bob Peeters del Roda JC por € 6.4 million, 2000
- Mayor venta: Wilfried Bony al Swansea City por £ 12 million, 2013
- Mayor victoria en casa: 14–0 v Victoria, Gelderse Competitie NVB, 20 de enero de 1895
- Mayor victoria de local en la Eredivisie: 6–0 v FC Volendam, 8 de abril de 1998
- Mayor victoria de visitante en la Eredivisie: 1–7 v Fortuna Sittard, 27 de septiembre de 1997
- Mayor racha sin derrotas (Liga): 22, desde el 8 de enero de 1967 hasta en 17 de septiembre de 1967 en la Eerste Divisie
- Menos amonestaciones en una temporada: 18, Eerste Divisie, 1988/89
- Máximo goleador en una temporada: 34 – Nikos Machlas, Eredivisie, 1997/98
- Más goles en un partido: 9 – Nico Westdijk v De Treffers, Tweede Klasse C Oost, 19 de octubre de 1941
- Más goles anotados por el equipo en una temporada: 85, Eredivisie, 1997/98
- Más goles recibidos en una temporada: 74, Eredivisie, 1971/72
- Más hat-tricks conseguidos (Liga): 12 – Jan Dommering
- Menor cantidad de goles anotados en una temporada: 22, Eredivisie, 1971/72
- Menor cantidad de goles recibidos en una temporada: 20, Eerste Divisie, 1988/89
- Autogol más rápido: 19 segundos – Purrel Fränkel v FC Twente, Eredivisie, 3 de octubre de 2003
- Más veces goleador del club: John van den Brom, 5 times
- Más apariciones con Países Bajos como miembro del club: Just Göbel, 22